# Giải vô địch bóng đá thế giới các câu lạc bộ 2019
Giải vô địch bóng đá thế giới các câu lạc bộ 2019 (tiếng Anh: 2019 FIFA Club World Cup; được biết đến chính thức là FIFA Club World Cup Qatar 2019 presented by Alibaba Cloud vì lí do tài trợ) là lần tổ chức thứ 16 của FIFA Club World Cup, một giải đấu bóng đá quốc tế cấp câu lạc bộ do FIFA tổ chức giữa những người chiến thắng trong sáu liên minh lục địa, cũng như giải đấu của quốc gia chủ nhà vô địch. Giải đấu sẽ được tổ chức Qatar trong khoảng thời gian từ ngày 11 đến 21 tháng 12 năm 2019, diễn ra tại hai địa điểm ở Doha. Vào ngày 5 tháng 11 năm 2019, Liverpool Giám đốc điều hành Peter Moore đảm bảo rằng chính quyền Qatar đã cho phép người hâm mộ bóng đá LGBT tham dự các trận đấu của FIFA Club World Cup vào tháng 12 năm 2019.
Real Madrid đã 3 lần vô địch nhà đương kim vô địch,nhưng không thể bảo vệ được danh hiệu của mình sau khi bị loại ở vòng 16 đội UEFA Champions League 2018-19.
Liverpool giành chiến thắng chung cuộc 1-0 sau hiệp phụ trước Flamengo qua đó dành chức vô địch FIFA Club World Cup lần đầu tiên.

## Lựa chọn nước chủ nhà
Cùng với đề xuất Giải vô địch bóng đá thế giới các câu lạc bộ mở rộng, FIFA đã hoãn việc thông báo chủ nhà của giải đấu. Nước chủ nhà được dự kiến công bố vào ngày 15 tháng 3 năm 2019, sau đó đã bị lùi lại. Vào ngày 28 tháng 5 năm 2019, FIFA đã thông báo rằng chủ nhà của giải đấu năm 2019 và 2020 sẽ được công bố tại cuộc họp hội đồng FIFA tại Paris, Pháp vào ngày 3 tháng 6 năm 2019.
Vào ngày 3 tháng 6 năm 2019, Qatar đã được chọn là chủ nhà của giải đấu năm 2019 và 2020, nhằm mục đích thử nghiệm cho sự kiện World Cup 2022. Giải vô địch bóng đá thế giới các câu lạc bộ sẽ được giữ nguyên thể thức trước giải đấu năm 2021.

## Các đội giành quyền tham dự
Những đội sau đây giành quyền tham dự giải đấu:
| Đội                             | Liên đoàn        | Giành quyền trên tư cách                    | Ngày giành quyền tham dự | Lần tham dự thứ                         |
| Vào vòng bán kết                | Vào vòng bán kết | Vào vòng bán kết                            | Vào vòng bán kết         | Vào vòng bán kết                        |
| ------------------------------- | ---------------- | ------------------------------------------- | ------------------------ | --------------------------------------- |
| Flamengo                        | CONMEBOL         | Vô địch Copa Libertadores 2019              | 23 tháng 11 năm 2019     | Lần thứ 1                               |
| Liverpool                       | UEFA             | Vô địch UEFA Champions League 2018–19       | 1 tháng 6 năm 2019       | Lần thứ 2 (Lần trước: 2005)             |
| Vào vòng tứ kết                 |                  |                                             |                          |                                         |
| Al-Hilal                        | AFC              | Vô địch AFC Champions League 2019           | 24 tháng 11 năm 2019     | Lần thứ 1                               |
| Espérance de Tunis              | CAF              | Vô địch CAF Champions League 2018–19        | Tháng 8 năm 2019         | Lần thứ 3 (Lần trước: 2011, 2018)       |
| Monterrey                       | CONCACAF         | Vô địch CONCACAF Champions League 2019      | 1 tháng 5 năm 2019       | Lần thứ 4 (Lần trước: 2011, 2012, 2013) |
| Play-off giành quyền vào tứ kết |                  |                                             |                          |                                         |
| Hienghène Sport                 | OFC              | Vô địch OFC Champions League 2019           | 11 tháng 5 năm 2019      | Lần thứ 1                               |
| Al-Sadd                         | AFC (Chủ nhà)    | Vô địch Giải vô địch quốc gia Qatar 2018–19 | 4 tháng 4 năm 2019       | Lần thứ 2 (Lần trước: 2011)             |

Ghi chú
1. ↑  Trận lượt về chung kết đã diễn ra vào ngày 31 tháng 5 năm 2019. Tuy nhiên, trận đấu đã bị hủy bỏ và Espérance de Tunis ban đầu được trọng tài tuyên bố là nhà vô địch. Tuy nhiên, vào ngày 5 tháng 6 năm 2019, Ủy ban điều hành CAF đã ra lệnh cho trận đấu được phát lại, cho đến khi có quyết định của CAS vào ngày 31 tháng 7 năm 2019, đã ra quyết định của Hội đồng kỷ luật CAF, người Ngày 7 tháng 8 năm 2019 khôi phục lại danh hiệu cho Espérance de Tunis.
2. 1 2  Al-Sadd đã vô địch Giải vô địch quốc gia Qatar 2018–19 vào ngày 4 tháng 4 năm 2019. Tuy nhiên, nếu có đội của Qatar vô địch AFC Champions League, đội á quân của AFC Champions League sẽ được mời tham dự thay cho Al-Sadd. Do đó, quyền tham dự của Al-Sadd chỉ được chính thức xác định sau khi đội bóng khác của Qatar (Al-Duhail) bị loại khỏi AFC Champions League 2019.

## Địa điểm
FIFA đã công bố ba địa điểm cho giải đấu, cùng với lịch thi đấu vào ngày 30 tháng 9 năm 2019. Cả ba sân vận động đều được đặt tại Doha, với Sân vận động Jassim bin Hamad và Sân vận động Quốc tế Khalifa đã tổ chức các trận đấu tại AFC Asian Cup 2011, bao gồm trận chung kết cho lần sau. Sân vận động Thành phố Giáo dục mới được xây dựng, được chọn để tổ chức trận đấu cuối cùng, cũng là nơi tổ chức FIFA World Cup 2022, cũng như Sân vận động Quốc tế Khalifa. Vào ngày 7 tháng 12 năm 2019, FIFA đã chuyển cả ba trận đấu (trận bán kết thứ hai vào ngày 18 tháng 12 và trận đấu thứ ba và trận chung kết vào ngày 21 tháng 12) sẽ được tổ chức tại Sân vận động Thành phố Giáo dục đến Sân vận động Quốc tế Khalifa sau khi khai mạc Sân vận động giáo dục thành phố đã bị hoãn đến đầu năm 2020.
| Doha | Doha                                                       | Doha                          |
| ---- | ---------------------------------------------------------- | ----------------------------- |
| Doha | Sân vận động Quốc tế Khalifa                               | Sân vận động Jassim bin Hamad |
| Doha | Sức chứa: 45.416                                           | Sức chưa: 11.918              |
| Doha | Tập tin:Save the Dream at the Supercoppa (30394071002).jpg |                               |

## Các trận đấu
Lễ bốc thăm sẽ diễn ra vào ngày 16 tháng 9 năm 2019 tại trụ sở của FIFA ở Zürich, để xác định các cặp đấu thuộc vòng 2 (giữa đội vượt qua vòng 1 và các đội thuộc AFC, CAF, và CONCACAF), và đối thủ của 2 đội vượt qua vòng tứ kết tại bán kết (các đội thuộc CONMEBOL và UEFA). Tại thời điểm bốc thăm, danh tính các đội đến từ AFC và CONMEBOL vẫn chưa được xác định.
Nếu trận đấu có tỷ số hòa sau 90 phút chính thức:
- Hiệp phụ sẽ được thi đấu. Nếu tỷ số vẫn hòa, hai đội sẽ sút luân lưu để xác định đội giành chiến thắng.
- Đối với các trận tranh hạng 5 và hạng 3, chỉ sút luân lưu mà không thi đấu hiệp phụ.

|  | Vòng 1                | Vòng 1             |                       |                 | Vòng 2                | Vòng 2                |               |               | Bán kết | Bán kết |  |  | Chung kết          | Chung kết          |
|  | 12 tháng 12 – Al-Sadd |                    |                       |                 |                       |                       |               |               |         |         |  |  |                    |                    |
|  | Al-Sadd[A]            | 3                  |                       |                 | 15 tháng 12 - Al-Sadd | 15 tháng 12 - Al-Sadd |               |               |         |         |  |  |                    |                    |
|  | Al-Sadd[A]            | 3                  |                       |                 | 15 tháng 12 - Al-Sadd | 15 tháng 12 - Al-Sadd |               |               |         |         |  |  |                    |                    |
|  | Hienghène Sport       | 1                  |                       |                 | Al-Sadd               | 2                     |               |               |         |         |  |  |                    |                    |
|  | Hienghène Sport       | 1                  | 19 tháng 12 – Doha    |                 | Al-Sadd               | 2                     |               |               |         |         |  |  |                    |                    |
|  |                       |                    |                       |                 | Monterrey[B]          | 3                     |               |               |         |         |  |  |                    |                    |
|  | Monterrey             | 1                  |                       |                 | Monterrey[B]          | 3                     |               |               |         |         |  |  |                    |                    |
|  | Monterrey             | 1                  |                       |                 |                       |                       |               |               |         |         |  |  |                    |                    |
|  |                       |                    | Liverpool[C]          | 2               |                       |                       |               |               |         |         |  |  |                    |                    |
|  |                       |                    | Liverpool[C]          | 2               |                       |                       |               |               |         |         |  |  |                    |                    |
|  |                       |                    | 22 tháng 12 – Doha    |                 |                       |                       |               |               |         |         |  |  |                    |                    |
|  |                       |                    |                       |                 |                       |                       |               |               |         |         |  |  |                    |                    |
|  | Liverpool[C]          | 1                  |                       |                 |                       |                       |               |               |         |         |  |  |                    |                    |
|  | Liverpool[C]          | 1                  | 14 tháng 12 – Al-Sadd |                 |                       |                       |               |               |         |         |  |  |                    |                    |
|  |                       | Flamengo           | 0                     |                 |                       |                       |               |               |         |         |  |  |                    |                    |
|  |                       |                    | 0                     | Al Hilal SFC[B] | 1                     |                       |               |               |         |         |  |  |                    |                    |
|  | 18 tháng 12 – Doha    |                    |                       | Al Hilal SFC[B] | 1                     |                       |               |               |         |         |  |  |                    |                    |
|  |                       | ES Tunis[B]        | 0                     |                 |                       |                       |               |               |         |         |  |  |                    |                    |
|  | Al-Hilal              | ES Tunis[B]        | 0                     | 1               |                       |                       |               |               |         |         |  |  |                    |                    |
|  | Al-Hilal              | Tranh hạng năm     | Tranh hạng năm        | 1               |                       |                       | Tranh hạng ba | Tranh hạng ba |         |         |  |  |                    |                    |
|  |                       | Tranh hạng năm     | Tranh hạng năm        |                 | Flamengo[C]           | 3                     | Tranh hạng ba | Tranh hạng ba |         |         |  |  |                    |                    |
|  | Al-Sadd               | 2                  | Monterrey             | 2               | Flamengo[C]           | 3                     |               |               |         |         |  |  |                    |                    |
|  | Al-Sadd               | 2                  | Monterrey             | 2               |                       |                       |               |               |         |         |  |  |                    |                    |
|  | ES Tunis              | 6                  | Al-Hilal              | 2               |                       |                       |               |               |         |         |  |  |                    |                    |
|  | ES Tunis              | 6                  | Al-Hilal              | 2               |                       |                       |               |               |         |         |  |  |                    |                    |
|  | 17 tháng 12 – Doha    | 17 tháng 12 – Doha |                       |                 |                       |                       |               |               |         |         |  |  | 21 tháng 12 – Doha | 21 tháng 12 – Doha |

Ghi chú
1. ^ Nếu đội bóng đến từ Qatar vô địch AFC Champions League, đội á quân AFC Champions League sẽ được mời thay thế Al-Sadd.
2. ^ a b c Sẽ được xác định sau kết quả bốc thăm ( Al-Hilal / ES Tunis /  Monterrey).
3. ^ a b Sẽ được xác định sau kết quả bốc thăm ( Flamengo/  Liverpool).

Ngày giờ tính theo giờ địa phương, AST (UTC+3).

### Vòng play-off
| Al-Sadd                                    | 3-1 (s.h.p.) | Hienghène Sport |
| ------------------------------------------ | ------------ | --------------- |
| - Bounedjah 26' - Hassan 100' - Ró-Ró 114' | Chi tiết     | - Roine 46'     |

### Vòng tứ kết
Các đội A–D sẽ được bốc thăm
- Al-Hilal
- ES Tunis
- Monterrey
- Thắng trận 1

| Monterrey                                         | 3–2      | Al-Sadd                      |
| ------------------------------------------------- | -------- | ---------------------------- |
| - Vangioni 23' - Funes Mori 45+1' - Rodríguez 77' | Chi tiết | - Bounedjah 66' - Hassan 89' |

| Al-Hilal    | 1–0      | Espérance de Tunis |
| ----------- | -------- | ------------------ |
| - Gomis 73' | Chi tiết |                    |

### Tranh hạng 5
| Al-Sadd                                         | 2–6      | Espérance de Tunis                                            |
| ----------------------------------------------- | -------- | ------------------------------------------------------------- |
| - Bounedjah 32' (ph.đ.) - Al-Haydos 49' (ph.đ.) | Chi tiết | - Elhouni 6', 42', 74' - Badri 13', 25' (ph.đ.) - Derbali 87' |

### Bán kết
| Flamengo                                                         | 3–1      | Al-Hilal         |
| ---------------------------------------------------------------- | -------- | ---------------- |
| - De Arrascaeta 49' - Bruno Henrique 78' - Al-Bulaihi 82' (l.n.) | Chi tiết | - Al-Dawsari 18' |

| Monterrey        | 1-2      | Liverpool                   |
| ---------------- | -------- | --------------------------- |
| - Funes Mori 14' | Chi tiết | - Keïta 12' - Firmino 90+1' |

### Tranh hạng 3
| Monterrey                                                | 2-2      | Al-Hilal                                                    |
| -------------------------------------------------------- | -------- | ----------------------------------------------------------- |
| - A. González 55' - Meza 60'                             | Chi tiết | - Carlos Eduardo 35' - Gomis 66'                            |
| Loạt sút luân lưu                                        |          |                                                             |
| - J. González - Medina - Funes Mori - Vásquez - Cárdenas | 4-3      | - Gomis - Giovinco - Carlos Eduardo - Jang Hyun-soo - Kanno |

### Chung kết
| Flamengo | 0-1      | Liverpool     |
| -------- | -------- | ------------- |
|          | Chi tiết | - Firmino 99' |

## Bàn thắng đã ghi
| Cấp | Cầu thủ                | Đội                | Bàn thắng |
| --- | ---------------------- | ------------------ | --------- |
| 1   | Baghdad Bounedjah      | Al-Sadd            | 3         |
| 1   | Hamdou Elhouni         | Espérance de Tunis | 3         |
| 3   | Anice Badri            | Espérance de Tunis | 2         |
| 3   | Roberto Firmino        | Liverpool          | 2         |
| 3   | Rogelio Funes Mori     | Monterrey          | 2         |
| 3   | Bafétimbi Gomis        | Al-Hilal           | 2         |
| 3   | Abdelkarim Hassan      | Al-Sadd            | 2         |
| 8   | Bruno Henrique         | Flamengo           | 1         |
| 8   | Carlos Eduardo         | Al-Hilal           | 1         |
| 8   | Salem Al-Dawsari       | Al-Hilal           | 1         |
| 8   | Giorgian De Arrascaeta | Flamengo           | 1         |
| 8   | Sameh Derbali          | Espérance de Tunis | 1         |
| 8   | Alfonso González       | Monterrey          | 1         |
| 8   | Hassan Al-Haydos       | Al-Sadd            | 1         |
| 8   | Naby Keïta             | Liverpool          | 1         |
| 8   | Maximiliano Meza       | Monterrey          | 1         |
| 8   | Carlos Rodríguez       | Monterrey          | 1         |
| 8   | Antoine Roïné          | Hienghène Sport    | 1         |
| 8   | Ró-Ró                  | Al-Sadd            | 1         |
| 8   | Leonel Vangioni        | Monterrey          | 1         |

1 bàn phản lưới nhà
- Ali Al-Bulaihi (Al-Hilal, against Flamengo)

## Xếp hạng chung kết
Theo quy ước thống kê trong bóng đá, các trận đấu được quyết định trong hiệp phụ được tính là thắng và thua, trong khi các trận đấu được quyết định bởi Penalty loạt đá luân lưu được tính là hòa.
| VT | Đội                      | ST | T | H | B | BT | BB | HS | Đ |
| -- | ------------------------ | -- | - | - | - | -- | -- | -- | - |
| 1  | Liverpool (UEFA)         | 2  | 2 | 0 | 0 | 3  | 1  | +2 | 6 |
| 2  | Flamengo (CONMEBOL)      | 2  | 1 | 0 | 1 | 3  | 2  | +1 | 3 |
| 3  | Monterrey (CONCACAF)     | 3  | 1 | 1 | 1 | 6  | 6  | 0  | 4 |
| 4  | Al-Hilal (AFC)           | 3  | 1 | 1 | 1 | 4  | 5  | −1 | 4 |
| 5  | Espérance de Tunis (CAF) | 2  | 1 | 0 | 1 | 6  | 3  | +3 | 3 |
| 6  | Al-Sadd (AFC) (H)        | 3  | 1 | 0 | 2 | 7  | 10 | −3 | 3 |
| 7  | Hienghène Sport (OFC)    | 1  | 0 | 0 | 1 | 1  | 3  | −2 | 0 |

## Giải thưởng
Các giải thưởng sau đây đã được trao khi kết thúc giải đấu. Mohamed Salah của Liverpool đã thắng Quả bóng vàng giải thưởng, được tài trợ bởi Adidas, được trao cùng với Alibaba Giải thưởng Cloud Player của giải đấu.
| Quả bóng vàng              | Quả bóng bạc              | Quả bóng đồng             |
| -------------------------- | ------------------------- | ------------------------- |
| Mohamed Salah (Liverpool)  | Bruno Henrique (Flamengo) | Carlos Eduardo (Al-Hilal) |
| Giải thưởng FIFA fair play |                           |                           |
| Espérance de Tunis         |                           |                           |

## Sự chỉ trích
Năm 2017, ba quốc gia thành viên của Hội đồng Hợp tác Vùng Vịnh cùng với Ai Cập đã cắt đứt quan hệ ngoại giao với Qatar và khuyến cáo công dân của họ hạn chế đến Qatar. Vào tháng 10, FIFA đã bán 200 vé Club World Cup cho người hâm mộ từ Ả Rập Saudi và Bahrain, và 500 cho những người đến từ Các Tiểu vương quốc Ả Rập Thống nhất và Ai Cập. Vào tháng 11 năm 2019, Human Rights Watch (HRW) chỉ trích FIFA vì bỏ bê phúc lợi của người hâm mộ và bán vé cho Câu lạc bộ World Cup cho những người bị chính phủ của họ 
cấm. HRW tuyên bố rằng FIFA nên nhận thức được những rủi ro mà những người ủng hộ bóng đá có thể gặp phải ở quốc gia của họ và đảm bảo rằng họ không phải đối mặt với nguy cơ bị quấy rối hoặc truy tố.
Vào ngày 5 tháng 11 năm 2019, Liverpool Giám đốc điều hành Peter Moore đảm bảo rằng chính quyền Qatar đã cho phép người hâm mộ bóng đá LGBT tham dự các trận đấu của FIFA Club World Cup vào tháng 12 năm 2019.